# Uma Thurman
Uma Karuna Thurman (n. 29 aprilie 1970) este o actriță și fotomodel american.

## Biografie

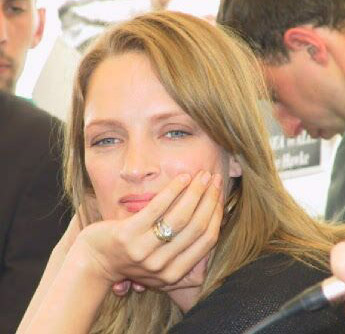
Uma Thuman 2001 la Cannes

Uma Thurman a jucat în roluri principale într-o mulțime de filme, de la comedii romantice și drame, la filme SF și de acțiune. Este cel mai bine cunoscută pentru filmele sale regizate de Quentin Tarantino. Cele mai cunoscute filme ale sale includ Dangerous Liaisons (1988), Pulp Fiction (1994), Gattaca (1997) și cele două filme Kill Bill (2003–04).
În 2013 a jucat în filmul lui Lars von Trier, Nymphomaniac.
Ea este acum "chipul" lui Virgin Media în Regatul Unit și împreună cu Scarlett Johansson, modele pentru genți și alte accesorii la modă pentru hainele proiectate de Louis Vuitton.
La 183 cm înălțime, Uma este una dintre cele mai înalte actrițe din Hollywood.

## Film
| An   | Titlu                                              | Rol                           | Note                                  | Ref.          |
| ---- | -------------------------------------------------- | ----------------------------- | ------------------------------------- | ------------- |
| 1987 | Kiss Daddy Goodnight                               | Laura                         |                                       |               |
| 1988 | Johnny Be Good                                     | Georgia Elkans                |                                       |               |
| 1988 | Aventurile Baronului Munchausen                    | Venus / Rose                  |                                       |               |
| 1988 | Legături periculoase                               | Cécile de Volanges            |                                       |               |
| 1990 | Where the Heart Is                                 | Daphne McBain                 |                                       |               |
| 1990 | Henry & June                                       | June Miller                   |                                       |               |
| 1991 | Robin Hood                                         | Maid Marian                   |                                       |               |
| 1992 | Analiza finală                                     | Diana Baylor                  |                                       |               |
| 1992 | Jennifer 8                                         | Helena Robertson              |                                       |               |
| 1993 | Mad Dog and Glory                                  | Glory                         |                                       |               |
| 1993 | Even Cowgirls Get the Blues                        | Sissy Hankshaw                |                                       |               |
| 1994 | Pulp Fiction                                       | Mia Wallace                   |                                       |               |
| 1995 | A Month by the Lake                                | Miss Beaumont                 |                                       |               |
| 1996 | Beautiful Girls                                    | Andera                        |                                       |               |
| 1996 | The Truth About Cats & Dogs                        | Noelle Sluarsky               |                                       |               |
| 1996 | Duke of Groove                                     | Maya                          | Scurtmetraj                           |               |
| 1997 | Batman & Robin                                     | Dr. Pamela Isley / Poison Ivy |                                       |               |
| 1997 | Gattaca                                            | Irene Cassini                 |                                       |               |
| 1998 | Les Misérables                                     | Fantine                       |                                       |               |
| 1998 | The Avengers                                       | Emma Peel                     |                                       |               |
| 1999 | Sweet and Lowdown                                  | Blanche                       |                                       |               |
| 2000 | Vatel                                              | Anne de Montausier            |                                       |               |
| 2000 | The Golden Bowl                                    | Charlotte Stant               |                                       |               |
| 2001 | Tape                                               | Amy Randall                   |                                       |               |
| 2001 | Chelsea Walls                                      | Grace                         |                                       |               |
| 2003 | Paycheck                                           | Dr. Rachel Porter             |                                       |               |
| 2003 | Kill Bill: Volume 1                                | Beatrix Kiddo / The Bride     | Și unul dintre creatorii de personaje | [ 7 ]         |
| 2004 | Kill Bill: Volume 2                                | Beatrix Kiddo / The Bride     | Și unul dintre creatorii de personaje | [ 8 ]         |
| 2005 | Nausicaä of the Valley of the Wind                 | Kushana                       | Rol de voce (versiunea în engleză)    |               |
| 2005 | Be Cool                                            | Edie Athens                   |                                       |               |
| 2005 | Prime                                              | Rafi Gardet                   |                                       |               |
| 2005 | The Naked Brothers Band: The Movie                 | În rolul ei                   |                                       |               |
| 2005 | The Producers                                      | Ulla                          |                                       |               |
| 2006 | My Super Ex-Girlfriend                             | Jenny Johnson / G-Girl        |                                       |               |
| 2007 | The Life Before Her Eyes                           | Adulta Diana McFee            |                                       |               |
| 2008 | The Accidental Husband                             | Emma Lloyd                    | Producătoare                          |               |
| 2009 | Motherhood                                         | Eliza Welsh                   |                                       |               |
| 2010 | Percy Jackson & the Olympians: The Lightning Thief | Medusa                        |                                       |               |
| 2010 | Ceremony                                           | Zoe                           |                                       |               |
| 2012 | Bel Ami                                            | Madeleine Forestier           |                                       |               |
| 2012 | Playing for Keeps                                  | Patti King                    |                                       |               |
| 2013 | Movie 43                                           | Lois Lane                     | Segmentul "Super Hero Speed Dating"   |               |
| 2013 | Nymphomaniac                                       | Mrs. H                        |                                       |               |
| 2014 | The Mundane Goddess                                | Hera                          | Scurtmetraje                          | [ 9 ]         |
| 2014 | The Gift                                           | Miss Anderson                 | Scurtmetraje                          | [ 10 ] [ 11 ] |
| 2014 | Jump                                               | Wendy                         | Scurtmetraje                          | [ 12 ]        |
| 2015 | Burnt                                              | Simone                        |                                       |               |
| 2018 | The Con Is On                                      | Harriet Fox                   |                                       |               |
| 2018 | The House That Jack Built                          | Lady 1                        |                                       |               |
| 2018 | Down a Dark Hall                                   | Madame Simone Duret           |                                       |               |
| 2020 | Un tataie de coșmar                                | Sally Decker                  |                                       |               |
| 2022 | Hollywood Stargirl                                 | Roxanne Martel                |                                       |               |
| 2023 | Red, White & Royal Blue                            | President Ellen Claremont     |                                       |               |
| 2023 | The Kill Room                                      | Patricia                      |                                       |               |
| 2024 | Oh, Canada                                         | Emma                          |                                       |               |
| 2025 | The King of Kings †                                | Catherine Dickens             | Rol de voce; în producție             |               |
| TBA  | The Old Guard 2 †                                  |                               | Post-producție                        |               |
| TBA  | Ballerina Overdrive †                              |                               | Post-producție                        |               |

| † | Filme care nu au fost încă lansate |

## Premii
| An   | Premiu                                     | Categorie                                                                                                   | Film                        | Rezultat     |
| ---- | ------------------------------------------ | --- | --------------------------- | ------------ |
| 1993 | Cognac Festival du Film Policier           | Jury "Coup de Chapeau"                                                                                      | Jennifer 8                  | Câștigat     |
| 1995 | Razzie Awards                              | Razzie Award for Worst Actress                                                                              | Even Cowgirls Get the Blues | Nominalizare |
| 1995 | Academy Awards                             | Academy Award for Best Supporting Actress                                                                   | Pulp Fiction                | Nominalizare |
| 1995 | BAFTA Awards                               | BAFTA Award for Best Actress in a Leading Role                                                              | Pulp Fiction                | Nominalizare |
| 1995 | Golden Globe Awards                        | Golden Globe Award for Best Supporting Actress – Motion Picture                                             | Pulp Fiction                | Nominalizare |
| 1995 | MTV Movie Awards                           | MTV Movie Award for Best Performance                                                                        | Pulp Fiction                | Nominalizare |
| 1995 | Screen Actors Guild Awards                 | Screen Actors Guild Award for Outstanding Performance by a Female Actor in a Supporting Role                | Pulp Fiction                | Nominalizare |
| 1995 | Dallas–Fort Worth Film Critics Association | Best Supporting Actress                                                                                     | Pulp Fiction                | Nominalizare |
| 1995 | Chicago Film Critics Association           | Best Supporting Actress                                                                                     | Pulp Fiction                | Nominalizare |
| 1998 | Kids' Choice Awards                        | Kids' Choice Award for Favorite Movie Actress                                                               | Batman & Robin              | Nominalizare |
| 1998 | Razzie Awards                              | Razzie Award for Worst Supporting Actress                                                                   | Batman & Robin              | Nominalizare |
| 1999 | Razzie Awards                              | Razzie Award for Worst Actress                                                                              | The Avengers                | Nominalizare |
| 1999 | Razzie Awards                              | Razzie Award for Worst Screen Couple (with Ralph Fiennes)                                                   | The Avengers                | Nominalizare |
| 2001 | Gotham Awards                              | Best Actress                                                                                                |                             | Câștigat     |
| 2002 | Independent Spirit Awards                  | Independent Spirit Award for Best Supporting Female                                                         | Tape                        | Nominalizare |
| 2003 | Golden Globe Awards                        | Golden Globe Award for Best Actress – Miniseries or Television Film                                         | Hysterical Blindness        | Câștigat     |
| 2003 | Screen Actors Guild Awards                 | Screen Actors Guild Award for Outstanding Performance by a Female Actor in a Miniseries or Television Movie | Hysterical Blindness        | Nominalizare |
| 2004 | Saturn Awards                              | Saturn Award for Best Actress                                                                               | Kill Bill Vol. 1            | Câștigat     |
| 2004 | BAFTA Awards                               | BAFTA Award for Best Actress in a Leading Role                                                              | Kill Bill Vol. 1            | Nominalizare |
| 2004 | Empire Awards                              | Empire Award for Best Actress                                                                               | Kill Bill Vol. 1            | Câștigat     |
| 2004 | Golden Globe Awards                        | Golden Globe Award for Best Actress – Motion Picture Drama                                                  | Kill Bill Vol. 1            | Nominalizare |
| 2004 | International Cinephile Society Award      | International Cinephile Society Award for Best Actress                                                      | Kill Bill Vol. 1            | Câștigat     |
| 2004 | MTV Movie Awards                           | MTV Movie Award for Best Performance                                                                        | Kill Bill Vol. 1            | Câștigat     |
| 2004 | Online Film Critics Society Awards         | Online Film Critics Society Award for Best Actress                                                          | Kill Bill Vol. 1            | Nominalizare |
| 2004 | Irish Film and Television Awards           | Audience Award for Best International Actress                                                               | Kill Bill Vol. 2            | Nominalizare |
| 2004 | Teen Choice Awards                         | Teen Choice Award for Choice Movie Actress – Drama/Action Adventure                                         | Kill Bill Vol. 2            | Nominalizare |
| 2005 | Saturn Awards                              | Saturn Award for Best Actress                                                                               | Kill Bill Vol. 2            | Nominalizare |
| 2005 | Broadcast Film Critics Association Awards  | Critics Choice Award for Best Actress                                                                       | Kill Bill Vol. 2            | Nominalizare |
| 2005 | Empire Awards                              | Empire Award for Best Actress                                                                               | Kill Bill Vol. 2            | Nominalizare |
| 2005 | Golden Globe Awards                        | Golden Globe Award for Best Actress – Motion Picture Drama                                                  | Kill Bill Vol. 2            | Nominalizare |
| 2005 | MTV Movie Awards                           | MTV Movie Award for Best Performance                                                                        | Kill Bill Vol. 2            | Nominalizare |
| 2005 | Online Film Critics Society Awards         | Online Film Critics Society Award for Best Actress                                                          | Kill Bill Vol. 2            | Nominalizare |
| 2005 | Satellite Awards                           | Satellite Award for Best Actress - Motion Picture Drama                                                     | Kill Bill Vol. 2            | Nominalizare |
| 2005 | Italian Online Movie Awards                | Italian Online Movie Award for Best Ensemble Cast                                                           | Kill Bill Vol. 2            | Câștigat     |
| 2005 | People's Choice Awards                     | People's Choice Award for Favorite Female Action Movie Star                                                 |                             | Nominalizare |
| 2007 | People's Choice Awards                     | People's Choice Award for Favorite Female Action Movie Star                                                 |                             | Nominalizare |
| 2012 | Primetime Emmy Awards                      | Primetime Emmy Award for Outstanding Guest Actress in a Drama Series                                        | Smash                       | Nominalizare |
| 2014 | Bodil Awards                               | Best Supporting Actress                                                                                     | Nymphomaniac                | Nominalizare |